# Cheumatopsyche stigma
Cheumatopsyche stigma är en nattsländeart som beskrevs av Douglas E. Kimmins 1955. Cheumatopsyche stigma ingår i släktet Cheumatopsyche och familjen ryssjenattsländor. Inga underarter finns listade i Catalogue of Life.